# Alain Ayache
Alain Ayache (ur. 1 września 1936 w Algierze – zm. 18 lutego 2008 w Paryżu) – francuski dziennikarz. 
W wieku kilkunastu lat zaczął publikować we francuskiej prasie. W 1971 r., założył sobotni  tygodnik "Le Meilleur", zajmujący się typowaniem wyników gonitw koni, echami wydarzeń politycznych, obroną czytelników. Znany był ze stawania w obronie pokrzywdzonych. W Polsce w 2004, został wydany jego zbiór pt. "Listy do mojej córeczki”.